# Acajou
Cet article concerne l'arbre. Pour la couleur à laquelle il a donné son nom, voir acajou (couleur).
Taxons concernés
Familles concernées :
- Anacardiaceae
- Meliaceae
- Myrtaceae

plusieurs genres :
- Anacardium
- Cedrela
- Khaya
- Entandrophragma
- Eucalyptus
- Swietenia
- Toonamodifier

L'acajou est un nom vernaculaire ambigu qui désigne un ensemble d'arbres tropicaux de la famille des Méliacées, dont la caractéristique principale est d'avoir un bois de couleur rose pâle à rouge, odorant, durable et facile à travailler. Les fruits des acajous sont des capsules contenant des samares (akènes ailées).
Le nom d'acajou désigne au sens restreint des arbres d'Amérique et des Antilles du genre Swietenia, en premier lieu Swietenia mahagoni, puis Swietenia macrophylla. Il désigne aussi Cedrela odorata exploité dans les mêmes régions. Mais ce nom s'est étendu à d'autres genres apparentés dont le bois présente des qualités très semblables, notamment les acajous d'Afrique du genre Khaya (et parfois le genre Entandrophragma), ainsi que des espèces d'Asie du genre Toona.

## Étymologie
Le nom « acajou » vient probablement de la langue tupi.
En portugais, acaju désigne l'anacardier, aussi nommé « pommier-cajou » ou « acajou à pommes », qui donne la noix de cajou, et qui ne fait pas partie de la famille des Meliaceae.
Par confusion, le mot acajou désigne en français des arbres d'une autre famille, et par métonymie le bois de ces arbres, ainsi que la couleur acajou, correspondant à un ensemble de nuances situées entre le brun et le rouge.

## Liste des espèces d'arbres nommés «acajou» en français

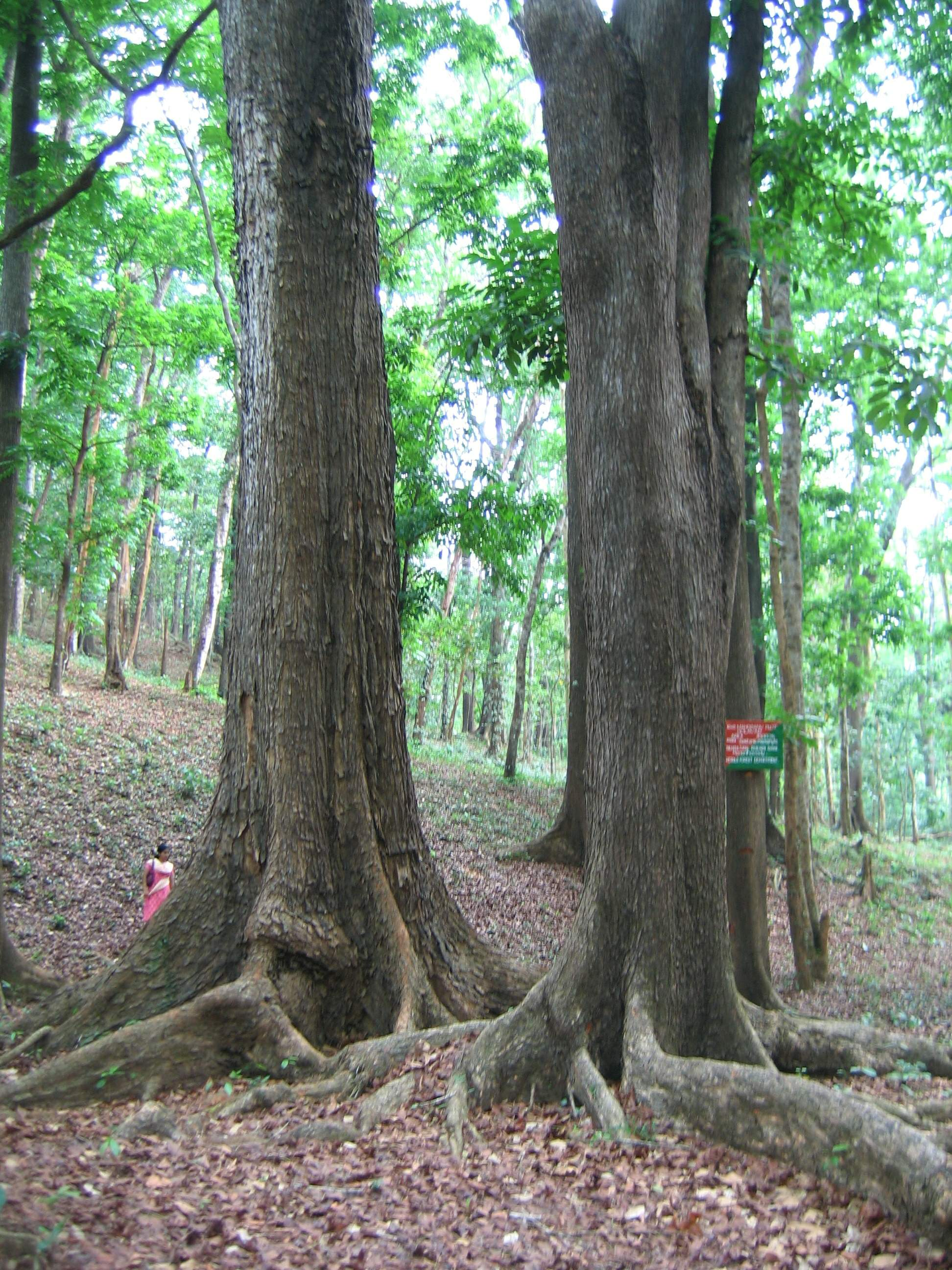
Un arbre d'acajou de la forêt Kannavam dans le Kerala (Inde).

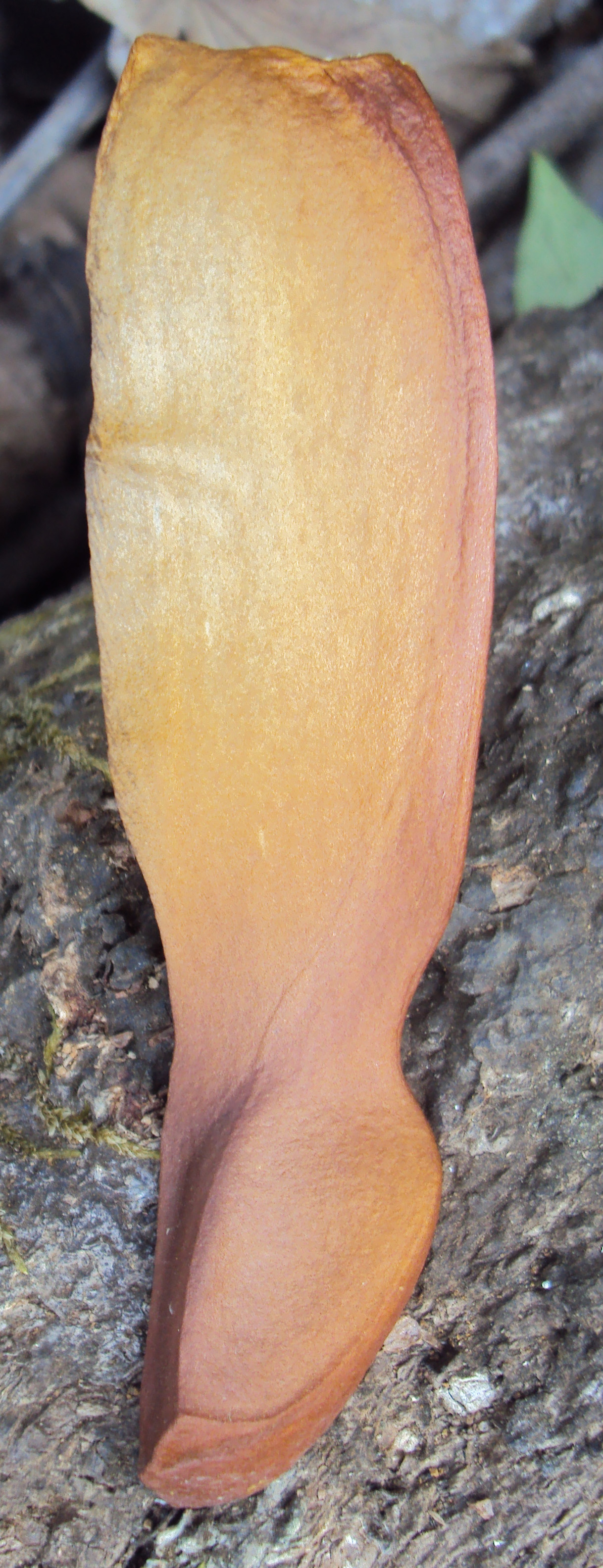
Graine d'acajou (genre Swietenia).

Note : certains noms peuvent correspondre à une même espèce botanique.
- Acajou à pommes - Anacardium occidentale
- Acajou amer, Acajou américain - Cedrela odorata
- Acajou bassam, acajou de Côte d'Ivoire[2] - Khaya ivorensis
- Acajou blanc - Khaya anthotheca
- Acajou blanc de Guadeloupe - Simarouba amara[3]
- Acajou d'Afrique - Khaya ivorensis
- Acajou des Antilles - Swietenia mahagoni
- Acajou du Bénin - Khaya grandifoliola
- Acajou de Chine - Toona sinensis
- Acajou de la côte pacifique - Swietenia humilis[4]
- Acajou à grandes feuilles - voir Acajou du Honduras
- Acajou de Guyane, Acajou rouge de Guadeloupe[5]- Cedrela odorata
- Acajou du Honduras - Swietenia macrophylla
- Acajou du Sénégal - Khaya senegalensis
- Acajou rouge - Eucalyptus resinifera
- Acajou rayonné - Entandrophragma candollei[6]
- Acajou senti - Cedrela odorata
- etc.

Le terme a aussi parfois été utilisé improprement pour des espèces non apparentées, produisant des bois aux qualités différentes mais avec une apparence semblable.

## Utilisation
Il est cité pour la première fois dans l'ébénisterie française en 1724, sous son nom indigène de mahogani.
Le bois précieux d'acajou est notamment utilisé en ébénisterie et en marqueterie, la lutherie des guitares modernes fait aussi appel à cette essence pour les manches et les corps. Il est également utilisé en modélisme naval pour la réalisation de modèles réduits de bateaux statiques ou radiocommandés. Sa teinte est homogène, son grain fin, sa dureté moyenne. Sa masse volumique est comprise entre 560 et 1060 kg/m3.
Malgré une protection internationale, l'acajou à grandes feuilles (Swietenia macrophylla) est toujours pillé de façon dramatique par une exploitation illégale. Le manque de contrôle de son commerce international conduit l'espèce vers l'extinction. En 2007, la plupart des forêts d'Amérique centrale, du Mexique et des Caraïbes n'ont plus cet acajou.[réf. nécessaire]

### Apparence des placages
L'acajou est souvent dénommé d'après son apparence[réf. nécessaire] :
- pommellé (parfois écrit paumelé)
- rubané
- rayonné
- ondé
- moiré
- frisé

## Symbolique
Les noces d'acajou symbolisent les 27 ans de mariage dans le folklore français.
Le cycle de l'Acajou du romancier mexicain de langue allemande B. Traven, qui se déroule au Chiapas, prend pour thématique l’exploitation de l’acajou dans le sud du Mexique.